# Edmund Phipps
Edmund Phipps (7 avril 1760 - 14 septembre 1837) est un officier supérieur de l'armée britannique et député.

## Biographie
Edmund Phipps est né à Londres, quatrième fils de Constantine Phipps (1er baron Mulgrave) et est le frère cadet de Constantine John Phipps, Charles Phipps et Henry Phipps, 1er comte de Mulgrave. Il fait ses études au Collège d'Eton (1771-1773) et au St John's College de Cambridge (1778-1780).
Il entre dans l'armée en 1780 en tant qu'enseigne du 85e régiment de fantassins, devient lieutenant dans le 88e régiment d'infanterie puis capitaine dans le 93e régiment d'infanterie. En 1782, il est nommé aide de camp du gouverneur de Gibraltar. Il est muté au Grenadier Guards en tant que capitaine et est lieutenant du Lord Lieutenant d'Irlande de 1784 à 1787. Il est promu colonel en 1796, major général en 1801 et lieutenant-général en 1808. En 1807, il est nommé colonel commandant des 2e et 3e bataillons du Corps royal des fusiliers du Roi (Royaume-Uni) (plus tard le Kings Royal Rifle Corps), poste qu'il occupe jusqu'à sa mort. Il est fait général le 12 août 1819.
Il occupe également les postes de payeur et inspecteur général des Marines (1810-1812) et commis aux livraisons de l'ordre (1812-30).
Lorsque son frère aîné est élevé à la pairie, il hérite de son siège au Parlement à Scarborough, de 1794 à 1818. Il est ensuite élu représentant de Queenborough de 1818 à 1820 et à Scarborough de 1820 à 1832.
Il meurt célibataire en 1837 à Venise.